# Оломоуц (хоккейный клуб)
«Оломоуц» (чеш. Olomouc) — чешский клуб по хоккею с шайбой из Оломоуца. Основан в 1955 году. Играет в чешской Экстралиге.

## История
Хоккейный клуб «Оломоуц» был основан в 1955 году. С 1956 года (за исключением сезона 1974/75) играл во второй чехословацкой лиге. В 1990 году клуб впервые вышел в первую чехословацкую лигу, где занял 11 место в своём дебютном сезоне.   
В сезоне 1993/94 клуб стал чемпионом Чехии. Это первый  в истории чемпионат чешской Экстралиги. Самой тяжёлой получилась полуфинальная серия плей-офф против главного фаворита чемпионата, клуба «Кладно». «Оломоуц» проигрывал в серии 0:2. В первой домашней игре серии при счёте 4:4 Алеш Флашар принёс победу «Оломоуцу». Следующую игру «Оломоуц» выиграл со счётом 6:3, две шайбы забросил Иржи Допита. В решающей, 5-й игре, состоявшейся в Кладно, «Оломоуцу» удалось вырвать победу в серии послематчевых буллитов со счётом 6:5. Решающий буллит забил Допита. Финальную серию с «Пардубице» «Оломоуц» выиграл со счётом 3:1. Автором «золотого гола» стал защитник Петр Тейкл. Большая роль в завоевании исторического титула принадлежит главному тренеру команды, знаменитому Йозефу Аугусте.   
В 1997 году клуб продал лицензию на участие в чешской лиге клубу «Карловы Вары», а сам заявился во вторую чешскую лигу. В сезоне 2013/14 «Оломоуц» выиграл вторую лигу Чехии и вернулся в элитный дивизион. Сезон 2014/15 начался удачно. Команда шла на 5 месте, но к концу сезона опустилась на 13 позицию. По результатам стыкового турнира за выход в элиту «Оломоуц» сохранил прописку в чешской экстралиге. В 2016, 2018 и 2019 годах команда выступала хорошо, выходя в 1/4 финала плей-офф.  

## Предыдущие названия
- 1955 — ТЕ Спартак Моравия Оломоуц
- 1958 — ТЕ Моравия Оломоуц
- 1965 — ТЕ Моравия ДС Оломоуц
- 1979 — ТЕ ДС Оломоуц
- 1992 — ХК Оломоуц
- 1997 — ХК МБЛ Оломоуц
- 2001 — ХК Оломоуц

## Достижения
- Чемпионат Чехии по хоккею:
  - Победители (1) : 1994

## Чемпионский состав

### 1993/94
Вратари: Павел Цагаш, Ладислав Блажек
Защитники: Алеш Флашар, Иржи Кунтош, Яромир Латал, Йозеф Ржезничек, Петр Тейкл, Иво Грстка, Томаш Брейник, Ян Вавречка, Рихард Браун
Нападающие: Иржи Допита, Мартин Сметак, Михал Славик, Игор Чикл, Михал Конечны, Павел Ногел, Зденек Айхенманн, Мирослав Халанек, Милан Навратил, Алеш Павлик, Михал Черны, Радек Хаман
Тренер Йозеф Аугуста

## Известные игроки
Ниже список хоккеистов — воспитанников хоккея Оломоуца, становившихся чемпионами мира и Олимпийских игр.
|                  | ОИ   | ЧМ               |
| Иржи Допита      | 1998 | 1996, 2000, 2001 |
| Иржи Выкоукал    |      | 1999, 1999       |
| Ладислав Бенишек |      | 1999, 2000       |
| Ян Томайко       |      | 2000, 2001       |
| Михал Брош       |      | 2000             |
| Мартин Рихтер    |      | 2001             |
| ---------------- | ---- | ---------------- |